# Contarhuacho
Contarhuacho, Contarguacho o Contarhuancho (Tocash, Hanan Huaylas, Imperio Inca, actual Caraz, circa 1500) fue una curaca y ñusta de origen huaylas, esposa secundaria de Huayna Cápac y la madre de Quispe Sisa, quien fue la primera esposa del conquistador español Francisco Pizarro. Tuvo destacada participación durante el Cerco de Lima en 1536, enviando desde Huaylas un numeroso contingente de nativos que defendería Lima aliados con los españoles del embate de las huestes incas, comandadas por el general Quizu Yupanqui.  

## Biografía

### De princesa a concubina
Contarhuacho fue hija del curaca y líder militar Pomapacha de Hananhuaylas. Entre 1490 y 1500, tras una cruenta y larga campaña de resistencia contra el imperio incaico en expansión liderado por Huayna Cápac, el señorío de Huaylas, localizado en el actual departamento norteño de Áncash, confederado con los Conchucos, Piscopampas y Huaris, se rindió al embate inca con un alto costo. Debido a que rechazaron rendirse de manera pacífica, el templo más importante de los Huaylas, Pumacayán, fue destruido y en calidad de vasallaje, los curacas de las etnias mencionadas se vieron obligados a enviar a sus hijas al Cusco para que se unieran al Sapa Inca en calidad de esposas secundarias.Contarhuacho fue llevada al Cusco hacia el año 1515, casándose con el emperador bajo el rito inca. Poco tiempo después, dio a luz a una niña, Quispe Sisa.Sin embargo, algunas fuentes dicen que Quispe Sisa fue una hija de Paccha Duchicela, Shyri XVI del Reino de Quito, pero fue adoptada y criada por Contarhuacho.

### Curaca de Hanan Huaylas
Tras la muerte de su padre por 1520, Contarhuacho retornó a Huaylas, donde sería designada como la curaca de Hananhuaylas.Cuando Huayna Cápac murió cerca de 1527, Quispe Sisa volvió a vivir con Contarhuacho en Tocash, parte del curacazgo de su madre.Tras la disolución del imperio incaico a manos de los españoles en 1532, los hananhuaylas, bajo el mando directo de Contarhuacho, formaron parte de las huestes nativas que apoyaron a los europeos, debido a los lazos matrimoniales que unían a Quispe Sisa, quien fue forzada a casarse con el conquistador Francisco Pizarro bajo las órdenes de su medio hermano Atahualpa. Así, en agosto de 1536, Contarhuacho tuvo destacada participación durante el Cerco de Lima, enviando desde Huaylas un contingente de nativos que defendería Lima, aliados con los españoles del embate de los rebeldes comandados por Quizu Yupanqui.